# Gabrius breviventer
Gabrius breviventer är en skalbaggsart som först beskrevs av Sperk 1835.  Gabrius breviventer ingår i släktet Gabrius, och familjen kortvingar. Arten är reproducerande i Sverige.